# Boerderij Kloostergare

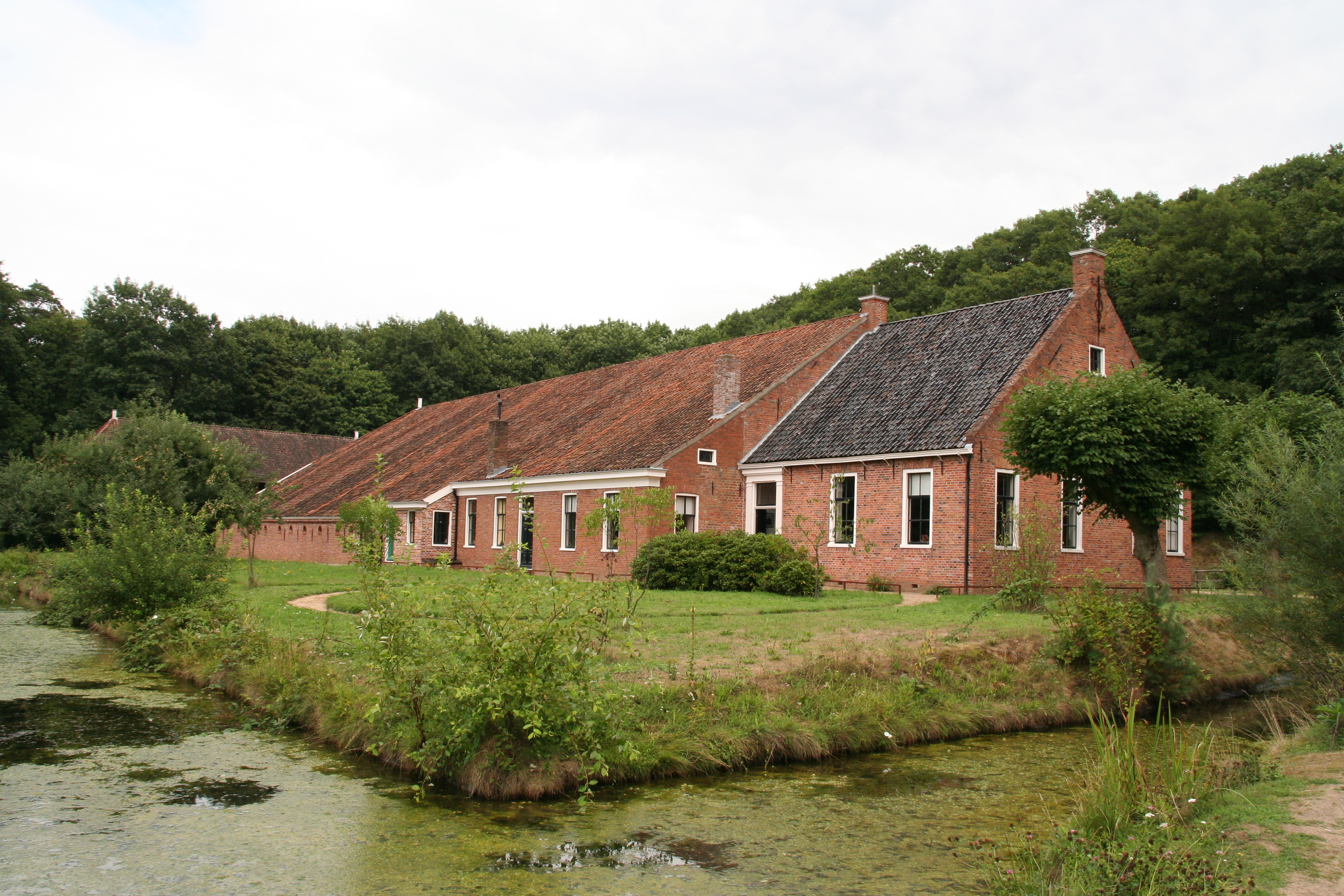
Boerderij Kloostergare in het Ned. Openluchtmuseum te Arnhem

Boerderij Kloostergare uit Beerta is een Oldambtster boerderij uit 1797 in het Nederlands Openluchtmuseum in Arnhem.

## Geschiedenis
De boerderij was eigendom van een klooster (voorwerk van klooster Heiligerlee) en werd in 1797 gebouwd. De laatste bewoners waren het echtpaar Koopman-Olsder. Na hun vertrek omstreeks 1975 stond de boerderij op de slooplijst. Het Nederlands Openluchtmuseum kreeg interesse in het bouwwerk en daarom werd dit de jaren daarop op het museumterrein herbouwd. Bij de overplaatsing werden behalve de boerderij ook de bijbehorende schuren verhuisd.
Op 17 november 1995 brak er brand uit en gingen een groot deel van de boerderij en het interieur verloren. Deze brand werd waarschijnlijk veroorzaakt door een afgedekt elektrisch apparaat. Men heeft het gebouw daarna zo veel mogelijk in de oorspronkelijke staat hersteld.
De schuur van de boerderij wordt op het museumterrein gebruikt voor tentoonstellingen.